# Крупин (село)
Крупин (укр. Крупин) — село в Хмельницком районе Винницкой области Украины.
Код КОАТУУ — 0524880302. Население по переписи 2001 года составляет 160 человек. Почтовый индекс — 22052. Телефонный код — 4338.
Занимает площадь 0,75 км².

## Адрес местного совета
22052, Винницкая область, Хмельницкий р-н, с. Березна, ул. И. Богуна, 1а